# قرة تشناق (نمين)
قرة تشناق هي قرية في مقاطعة نمين، إيران. عدد سكان هذه القرية هو 366 في سنة 2006.